# Трейсі Волтер
Тре́йсі Во́лтер (англ. Tracey Walter; нар. 25 листопада 1947) — американський актор, який виконав ролі у більш ніж 100 фільмах і телесеріалах.

## Життєпис
Трейсі Волтер народився 25 листопада 1947 року у місті Джерсі-Сіті штат Нью-Джерсі.
У кіно почав зніматися з 1971 року. Зіграв безліч другорядних і епізодичних ролей, відомий за фільмами «Прямуючи на південь» (1978), «Конан-руйнівник» (1984), «Бетмен» (1989), «Мовчання ягнят» (1991).
Отримав премію «Сатурн» як найкращий актор другого плану у фільмі «Конфіскатор» (1984).

## Фільмографія
| Рік       |    | Українська назва                               | Оригінальна назва                           | Роль                        |
| --------- | -- | ---------------------------------------------- | ------------------------------------------- | --------------------------- |
| 1973      | ф  | Серпіко                                        | Serpico                                     | вуличний хлопець            |
| 1977      | ф  | Енні Голл                                      | Annie Hall                                  | актор на шоу                |
| 1977      | тф | Божевільний бик                                | Mad Bull                                    | Колі Тернер                 |
| 1978      | ф  | Прямуючи на південь                            | Goin' South                                 | Куган                       |
| 1978      | с  | Старскі та Гатч                                | Starsky and Hutch                           | Лео                         |
| 1979      | с  | Вегас                                          | Vega$                                       | Джиммі Поттер               |
| 1980      | с  | Ангели Чарлі                                   | Charlie's Angels                            | Клінт Мейсон                |
| 1979      | с  | Радіо Цинциннаті                               | WKRP in Cincinnati                          | Дон Песола 2                |
| 1980      | ф  | Мисливець                                      | The Hunter                                  | Рокко Мейсон                |
| 1980      | ф  | Октагон                                        | The Octagon                                 | містер Беді                 |
| 1980      | тф | Спекотний полудень 2: Повернення Вілла Кейна   | High Noon, Part II: The Return of Will Kane | Гарланд Тайлер              |
| 1981      | ф  | Рука                                           | The Hand                                    | поліцейський                |
| 1981      | ф  | Бродяга                                        | Raggedy Man                                 | Арнольд                     |
| 1982      | ф  | Гонщик у часі                                  | Timerider: The Adventure of Lyle Swann      | Карл Дорсетт                |
| 1982      | с  | Каскадери                                      | The Fall Guy                                | Скіп                        |
| 1982      | с  | Сім наречених для семи братів                  | Seven Brides for Seven Brothers             | Лакі                        |
| 1982      | ф  | Співаючий по шинках                            | Honkytonk Man                               | Пуч                         |
| 1982—1983 | с  | Блюз Гілл Стріт                                | Hill Street Blues                           | Віллі / Семмі               |
| 1983      | с  | Кегні та Лейсі                                 | Cagney & Lacey                              | Бун                         |
| 1983      | с  | Таксі                                          | Taxi                                        | жебрак                      |
| 1983      | тф | Білл: Сам по собі                              | Bill: On His Own                            | Кенні                       |
| 1983      | ф  | Бійцівська рибка                               | Rumble Fish                                 | грабіжник 1                 |
| 1983      | ф  | Угода століття                                 | Deal of the Century                         | комп'ютерний технік         |
| 1984      | ф  | Конфіскатор                                    | Repo Man                                    | Міллер                      |
| 1984      | ф  | Конан-руйнівник                                | Conan the Destroyer                         | Малак                       |
| 1984      | с  | Мисливець                                      | Hunter                                      | Арчі                        |
| 1985—1986 | с  | Дивовижні історії                              | Amazing Stories                             | Блейз / Езра                |
| 1986      | ф  | Дика штучка                                    | Something Wild                              | зброєносець                 |
| 1986      | с  | Повітряний вовк                                | Airwolf                                     | Елвін                       |
| 1987      | с  | Охара                                          | Ohara                                       | Кенді                       |
| 1987      | тф | Мандрівники в часі                             | Timestalkers                                | Сем                         |
| 1987      | с  | Детективне агентство «Місячне сяйво»           | Moonlighting                                | Ерні Стеклер                |
| 1987—1988 | с  | Альф                                           | ALF                                         | Гравел Гас                  |
| 1987—1992 | с  | Зоряний шлях: Наступне покоління               | Star Trek: The Next Generation              | Берік / Кайрон              |
| 1988      | с  | Зоопарк у Бронксі                              | The Bronx Zoo                               | містер Вошинські            |
| 1989      | ф  | Бетмен                                         | Batman                                      | Боб                         |
| 1989      | ф  | Гомер і Едді                                   | Homer and Eddie                             | Том Дірлі                   |
| 1989      | с  | Нація прибульців                               | Alien Nation                                | Том Малден                  |
| 1989—1990 | с  | Кошмари Фредді                                 | Freddy's Nightmares                         | Юджин Мосс / Могильник      |
| 1990      | с  | Противні хлопчики                              | Nasty Boys                                  |                             |
| 1990      | ф  | Дикі серцем                                    | Wild at Heart                               | мандрівник (сцени видалені) |
| 1990      | ф  | Молоді стрільці 2                              | Young Guns II                               | Бівер Сміт                  |
| 1990      | ф  | Два Джейка                                     | The Two Jakes                               | Тайрон Отлі                 |
| 1990      | ф  | Тихоокеанські висоти                           | Pacific Heights                             | дезінсектор                 |
| 1991      | ф  | Мовчання ягнят                                 | The Silence of the Lambs                    | Ламар                       |
| 1991      | ф  | Міські піжони                                  | City Slickers                               | Кукі                        |
| 1991      | тф | Не з цього світу                               | Not of This World                           | Генрі                       |
| 1991      | с  | Монстри                                        | Monsters                                    | Ед, двірник                 |
| 1992      | с  | Крила                                          | Wings                                       | Такер                       |
| 1992      | ф  | Без тями від зброї                             | Guncrazy                                    | Елтон                       |
| 1993      | ф  | Емос і Ендрю                                   | Amos & Andrew                               | Боб                         |
| 1993      | ф  | Філадельфія                                    | Philadelphia                                | бібліотекар                 |
| 1993      | в  | Кіборг 2: Скляна тінь                          | Cyborg 2: Glass Shadow                      | Вілд Кард                   |
| 1993      | с  | Пригоди Бріско Каунті-молодшого                | The Adventures of Brisco County Jr.         | Філл Свілл                  |
| 1993      | с  | Ультрамен: Найсильніший герой                  | Ultraman: The Ultimate Hero                 |                             |
| 1994      | с  | Район Мелроуз                                  | Melrose Place                               | Людина в «Dreamy Pines»     |
| 1994      | с  | Закон Лос-Анжелеса                             | L.A. Law                                    | Джон Ростен                 |
| 1994      | ф  | Джуніор                                        | Junior                                      | двірник з інформацією       |
| 1994      | тф | Наввипередки з вітром                          | Ride with the Wind                          | Френсіс                     |
| 1994      | тф | Супутник життя                                 | The Companion                               | Лео Міріта                  |
| 1995      | тф | При виконанні службових обов'язків: Викрадення | Kidnapped: In the Line of Duty              | Олівер Трейсі               |
| 1995      | тф | Дівчата з Дикого Заходу                        | Buffalo Girls                               | Джим Рагг                   |
| 1995      | ф  | Дестіні вмикає радіо                           | Destiny Turns on the Radio                  | Паппі                       |
| 1996      | ф  | День незалежності                              | Independence Day                            | асистент                    |
| 1996      | ф  | Більше, ніж життя                              | Larger Than Life                            | Ві Френсіс                  |
| 1996      | ф  | Матильда                                       | Matilda                                     | агент ФБР                   |
| 1996      | ф  | Аманда                                         | Amanda                                      | Батько Реклінгер            |
| 1996—2001 | с  | Детектив Неш Бріджес                           | Nash Bridges                                | Ангел                       |
| 1997      | тф | Не треба таємниць                              | Tell Me No Secrets                          | Шон Фергюсон                |
| 1997      | тф | Спадщина                                       | The Inheritance                             | в титрах не вказаний        |
| 1997      | тф | Дитина диявола                                 | The Devil's Child                           | Езра                        |
| 1997      | ф  | Цілуючи дівчат                                 | Kiss the Girls                              | клерк в книжковому магазині |
| 1997      | ф  | Зображаючи Бога                                | Playing God                                 | Джим                        |
| 1998      | ф  | Відчайдушні заходи                             | Desperate Measures                          | ув'язнений                  |
| 1998      | с  | Доктора Лос-Анджелеса                          | L.A. Doctors                                | чоловік в аптеці            |
| 1998      | ф  | Могутній Джо Янг                               | Mighty Joe Young                            | охорона природи             |
| 1999      | ф  | Долина смерті                                  | Facade                                      | Джейк                       |
| 1999      | ф  | Людина на Місяці                               | Man on the Moon                             | редактор                    |
| 2000      | ф  | Втопимо Мону!                                  | Drowning Mona                               | Кларенс                     |
| 2000      | ф  | Ерін Брокович                                  | Erin Brockovich                             | Чарльз Ембрі                |
| 2001      | ф  | Джек — пес                                     | Jack the Dog                                | трунар                      |
| 2001      | ф  | Прибулець                                      | Impostor                                    | містер Сігел                |
| 2002      | ф  | Вбити Смучі                                    | Death to Smoochy                            | Бен Френкс                  |
| 2002      | с  | Жіноча бригада                                 | The Division                                | Том Джонсон                 |
| 2002      | с  | Бумтаун                                        | Boomtown                                    | Двейн                       |
| 2003—2006 | с  | Ріно 911                                       | Reno 911!                                   | шериф Волтер Чечекевич      |
| 2003      | мс | Підлітки-Титани                                | Teen Titans                                 | ляльковий король            |
| 2003      | мс | Ліга Справедливості                            | Justice League                              | Мофір                       |
| 2003      | ф  | Шоу століття                                   | Masked and Anonymous                        | портьє                      |
| 2003      | ф  | Дюплекс                                        | Duplex                                      | клієнт                      |
| 2003      | тф | Творці монстрів                                | Monster Makers                              | Морлі Тодд                  |
| 2004      | тф | Стежка війни                                   | The Trail to Hope Rose                      | Док                         |
| 2004      | ф  | Маньчжурський кандидат                         | The Manchurian Candidate                    | клерк                       |
| 2005      | с  | Вероніка Марс                                  | Veronica Mars                               | менеджер                    |
| 2005      | вг | 50 Cent: Bulletproof                           | 50 Cent: Bulletproof                        | Попкорн                     |
| 2005      | тф | Сімейний план                                  | Family Plan                                 | Лу                          |
| 2006      | тф | Рік без Санти                                  | The Year Without a Santa Claus              | снігова людина              |
| 2006      | ф  | Дивні родичі                                   | Relative Strangers                          | продавець                   |
| 2007      | ф  | Син нобелівського лауреата                     | Nobel Son                                   | Саймон Аренс                |
| 2007      | ф  | Смерть та життя Боббі Зі                       | The Death and Life of Bobby Z               | One-Way                     |
| 2007      | с  | Детектив Рейнс                                 | Raines                                      | Вільям Джонс                |
| 2007      | с  | У Філадельфії завжди сонячно                   | It's Always Sunny in Philadelphia           | безпритульний               |
| 2008      | с  | Криміналісти: мислити як злочинець             | Criminal Minds                              | Айк Стретман                |
| 2008      | с  | Монк                                           | Monk                                        | Професор                    |
| 2008      | ф  | Просто додай води                              | Just Add Water                              | Клем                        |
| 2009      | с  | Детектив Раш                                   | Cold Case                                   | Коттер Дойл                 |
| 2010      | с  | Медіум                                         | Medium                                      | Волтер Дюран                |
| 2012      | с  | Саутленд                                       | Southland                                   | Том Сміт                    |
| 2013      | ф  | Саванна                                        | Savannah                                    | Матіас                      |
| 2014      | ф  | Спека                                          | Swelter                                     | старий Джонсон              |
| 2016      | ф  | У всьому винен єнот                            | Wakefield                                   | безхатченко                 |
| 2016      | ф  | 31                                             | 31                                          | Лео                         |